# Bernard Allou
Pour les articles homonymes, voir Allou.
Bernard Allou est un footballeur français né le 19 juin 1975 à Cocody. Il évoluait au poste de milieu offensif. De 2014 à 2016, il a été l'entraineur du FC Saint-Josse , club belge en 1re provinciale.

## Palmarès
- Vainqueur de la Coupe des coupes en 1996 avec le PSG
- Vainqueur de la Coupe de France en 1995 avec le PSG
- Vainqueur de la Coupe de la Ligue française en 1995 avec le PSG
- Vainqueur du Trophée des champions en 1995 avec le PSG
- Vainqueur de la Coupe Gambardella en 1991 avec le PSG
- Finaliste de la Supercoupe de l'UEFA en 1996 avec le PSG
- Vice-champion de France en 1996 avec le PSG
- International espoir français.

## Statistiques
| Saison                | Club                  | Championnat           | Championnat | Championnat | Coupe nationale | Coupe nationale | Coupe de la Ligue | Coupe de la Ligue | Compétition(s) continentale(s) | Compétition(s) continentale(s) | Compétition(s) continentale(s) | Supercoupe UEFA | Supercoupe UEFA | Total | Total |
| Saison                | Club                  | Division              | M.          | B.          | M.              | B.              | M.                | B.                | Comp.                          | M.                             | B.                             | M.              | B.              | M.    | B.    |
| 1994-1995             | Paris SG              | Division 1            | 7           | 3           | 2               | 0               | 2                 | 0                 | C1                             | 1                              | 0                              | -               | -               | 12    | 3     |
| 1995-1996             | Paris SG              | Division 1            | 19          | 0           | 1               | 0               | 1                 | 0                 | C2                             | 3                              | 0                              | -               | -               | 24    | 0     |
| 1996-1997             | Paris SG              | Division 1            | 12          | 0           | 1               | 0               | 1                 | 0                 | C2                             | 3                              | 2                              | 2               | 0               | 19    | 2     |
| 1997-1998             | Paris SG              | Division 1            | 3           | 0           | -               | -               | -                 | -                 | C1                             | -                              | -                              | -               | -               | 3     | 0     |
| Total sur la carrière | Total sur la carrière | Total sur la carrière | 41          | 3           | 4               | 0               | 4                 | 0                 | -                              | 7                              | 2                              | 2               | 0               | 58    | 5     |